# Jacek Bieleński
Jacek „Bielas” Bieleński, właśc. Jerzy Bieleński (ur. 16 listopada 1951 w Łodzi) – poeta, autor tekstów piosenek, gitarzysta, wokalista, scenarzysta, aktor epizodyczny, członek zespołów: Plastic Bag, Pavulon, Bielas i Marynarze, Bielas i Koty Papieża, YeShe i Hot Asterix.

## Życiorys
Bieleński ukończył liceum plastyczne w Łodzi, uczęszczał również do liceum nr III, XXI i XVII. Dzięki umiejętnościom nabytym w liceum plastycznym projektował i sprzedawał kimona oraz czapki z daszkiem. Przez 1,5 roku był wicedyrektorem Domu Kultury na Bałutach, ponadto zarabiał, grywając na ul. Piotrkowskiej w Łodzi oraz na ul. Floriańskiej w Krakowie. W latach 80. XX w. założył zespół Różowe Czuby – grupa nagrała z Marylą Rodowicz piosenkę „Dentysta sadysta”. W 1991 założył zespół Plastic Bag (jego nazwa upamiętnia Jerzego Kosińskiego, który miał popełnić samobójstwo za pomocą plastikowej torby foliowej). W 2000 założył wraz z Włodzimierzem Kiniorskim i Filipem Gałązką zespół Pavulon. Jest autorem tekstów piosenek m.in. Ziuta Gralaka, Włodzimierza Kiniorskiego, Maryli Rodowicz, Justyny Steczkowskiej, Fiolki, Wojciecha Waglewskiego, Grażyny Auguścik, zespołu YeShe.
Jest współzałożycielem Stowarzyszenia „Łódź Filmowa”.

### Życie prywatne
Matka Jacka Bieleńskiego, Krystyna Horn (1931–2015), była absolwentką prawa i dziennikarstwa, pracowała jako modelka, pracownica Ministerstwa Handlu Zagranicznego oraz szefowa reklamy Polleny. Była również Warszawianką Roku. Bieleński wychowywał się bez ojca, który porzucił rodzinę. Wychowywali go głównie dziadkowie.
Jacek Bielański jest buddystą. Przez wiele lat związany był z Violettą Arlak.

## Twórczość

### Zespoły
- Bielas i Koty Papieża,
- Bielas i Marynarze[1],
- Hot Asterix[5],
- Plastic Bag[3],
- Pavulon[3],
- Różowe Czuby[6],
- YeShe[5].

### Wybrane piosenki
- „Dentysta sadysta” (lata 80. XX w.), wykonanie: Różowe Czuby i Maryla Rodowicz, tekst: Jacek Bieleński[6],
- „Napoleon z sali nr 5”, wykonanie: Maryla Rodowicz, tekst: Jacek Bieleński[14],
- „Nasza eŁKSa” (2010) – tekst i wykonanie[15], skrót ŁKS oznacza Łódzki Klub Sportowy
- „Człowiek (Złota Ryba)” do filmu Sąsiady (2014)[3], wykonanie: Marek Dyjak, tekst: Jacek Bieleński[16].
- „Życiem jest ŁKS” (2015) – tekst i wykonanie[15], skrót ŁKS oznacza Łódzki Klub Sportowy.

### Albumy
- Help Maciek 2 Live (2015), zrealizowany wraz z: Aurorą, Wańką Wstańką, RSC, Made in Poland – album charytatywny, zrealizowany aby pomóc w leczeniu muzyka Macieja Miernika[17].

### Filmografia
- Wartości duchowe (1976, etiuda szkolna) – współpraca reżyserska[3]
- Tanie pieniądze (1985) – scenariusz (współautor)[3]
- Tranzyt (1986, etiuda szkolna) – obsada aktorska[3],
- Cała jaskrawość (1993, etiuda szkolna) – obsada aktorska[3],
- Rzepak (1995, etiuda szkolna) – obsada aktorska[3],
- Szpikulec (2002, etiuda szkolna) – obsada aktorska[3],
- Łódź płynie dalej (2004, etiuda szkolna) – obsada aktorska – klient baru[3],
- Aleja gówniarzy (2007) – obsada aktorska – gość na imprezie u Jana[3],
- Miłość nad rozlewiskiem, odcinek 10. (2010) – obsada aktorska – Olgierd[3],
- Nad rozlewiskiem, odcinek 9. (2012) – obsada aktorska – Olgierd[3],
- Polskie gówno (2014) – obsada aktorska – on sam[3],
- Na dobre i na złe odc. 624 Gdyby można było cofnąć czas (2016) – obsada aktorska – muzyk[3],
- Świat Według Kiepskich, odc. 552 Straszny film (2019) – obsada aktorska – muzyk[3].

## Wyróżnienia
- „Punkt dla Łodzi” (2010) w kategorii Twórcze Szaleństwo za napędzanie życia artystycznego Łodzi oraz za kultowy hymn «Marynarze Łodzi»”[6],
- „Plaster Kultury” (2016) w kategorii Osobowość Roku[18][19]
- Nagroda Prezydent Miasta Łodzi (2016[6], 2018[20])
- Odznaka „Za zasługi dla ŁKS-u” (2018)[21].
- Brązowy medal „Zasłużony Kulturze Gloria Artis (2024)[22]